# Необыкновенный концерт
Необыкнове́нный конце́рт — пародийно-сатирическое представление Театра кукол имени С. Образцова, — спектакль, поставленный в Москве Сергеем Образцовым и Семёном Самодуром в 1946 году. 
В 1968 году была создана вторая редакция спектакля, в 1972  — его телевизионная версия.
«Необыкновенный концерт» стал самым известным в мире русским кукольным представлением XX века и вошёл в Книгу рекордов Гиннесса как спектакль, который посмотрело самое большое число зрителей в мире. Зиновий Гердт исполнял роль конферансье Эдуарда Апломбова на многих языках мира.

## История спектакля
Ещё в 1939 году Александр Введенский принёс в театр Образцова в Москве свою кукольную пьесу для взрослых «Концерт-варьете». Пьеса по просьбе Образцова была переработана для детей и представляла собой пародию на популярные концертные программы и исполнителей тех лет, а действующими лицами в ней были животные. Однако постановку отложили, затем началась война, и пьеса Введенского так и осталась лежать в архиве театра. Между пьесой Введенского и созданным позже «Необыкновенным концертом» можно найти много перекличек по стилю, настроению, характеру драматургии, пародируемым жанрам.
Работа над новым спектаклем началась уже весной 1944 года. Почти год продумывалась пьеса, осенью 1945 года были готовы первые эскизы кукол, затем начались репетиции. Один из режиссёров спектакля, В. А. Кусов, вряд ли знавший о пьесе Введенского, вспоминал, что сценарий спектакля складывался постепенно по принципу театрального «капустника». Спектакль-сатира, созданный как смешная пародия на стандартные приёмы и стереотипы множества тогдашних эстрадных концертов, так и назвали — «Обыкновенный концерт»; премьера состоялась 19 июня 1946 года. 
Постановка имела огромный зрительский успех, но через три года чиновники от культуры спектакль запретили. Пьесу, в которой не было положительного героя, обвинили в «очернительстве советской эстрады». Образцов нашёл выход из положения, введя в спектакль «положительный персонаж»: он сам решил вести концерт. По настоянию чиновников из программы были изъяты ещё несколько номеров (пародия на «буржуазный» джаз, «трафаретная» обезличенная хоровая капелла, в которой узнавали хор Свешникова, и ряд других), и оставшихся пяти-шести кукольных номеров хватило лишь на одно (второе) отделение, которое было названо «Концерт кукол», а в первом отделении Образцов исполнял свой сольный концерт.
«Двадцать два года назад в Центральном театре кукол под руководством С. В. Образцова выпущена была новая постановка, которая носила название „Обыкновенный концерт“, — вспоминал Виктор Ардов. — В этом спектакле пародировались номера и артисты, которые — увы! — часто встречались на нашей эстраде и не слишком радовали советских зрителей. Сатирические портреты таких служителей муз выполнены были отлично. Каждый персонаж вызывал радость зрительного зала, ибо в этих фигурах, сатирически заострённых, все узнавали иных малоталантливых, лишённых художественного вкуса завсегдатаев концертной эстрады… <…> У публики „Обыкновенно-необыкновенный концерт“ обрёл успех совершенно поразительный».
В 1968 году в новой редакции спектакля возродился полный концерт. Образцов изменил его первоначальное название на иное — «Необыкновенный концерт». При этом ему удалось сохранить неизменной всю программу, в том числе блестящие реплики конферансье (автор — Алексей Бонди), которые произносил Зиновий Гердт, искромётный юмор и сатирические образы всех персонажей. Премьера второй редакции состоялась 26 марта 1968 года.
По состоянию на 2024 год спектакль идёт на сцене Театра кукол и пользуется огромной популярностью.

## Номера
Спектакль представляет собой пародию на различные жанры искусства, обычно входящие в сборный концерт:
- хоровое пение (торжественная кантата «Витамин» в исполнении сводной капеллы областного аптекоуправления);
- камерная музыка (виолончелист-виртуоз Аполлон Аполлонович Переделкин — мастер «улучшения классики», певица Вероника Несмыкальская со старинным романсом);
- оперный вокал (пародийная ария в исполнении «певца итальянской школы Сидора Сидоровича Сидорова-Сидорини»);
- юная пианистка-виртуоз Сусанна Голенищева;
- оперетта (сцена и дуэт из оперетты «Букет моей бабушки»);
- авангардная музыка (квантомузыкальная конструкция «Мироощущение» в исполнении квинтета «Балябадалям-69»);
- цирковые номера (фокусник Тархун ибн Абракадабра-младший и его помощница Шахерезада Степановна; укротитель Эврипид Самохин; дрессировщица «Стелла Свисс — урождённая Степанида Свистунова»);
- бальные и эстрадные танцы (танго в исполнении «зарубежных мастеров психопатологического танца»; дуэт братьев-чечёточников, каких на советской эстраде было больше одного);
- цыганские романсы («цыганский хор Заполярной филармонии под управлением Паши Пашина»);
- зарубежная эстрада (французская певица Мари Жють — аллюзия на Жюльетт Греко, Мирей Матьё, Мари Лафоре и других; латиноамериканское трио «Лос Самоучос»);
- конферансье Эдуард Апломбов.

### Ныне исключённые номера
- джазовая солистка, «трансатлантическая звезда» Зоя Майонез, исполнявшая колыбельную «Sleep, my baby» (номер был также записан для журнала «Кругозор»[7]; авторы музыки — Юрий Саульский и Илья Шахов, певицу озвучивал Зиновий Гердт)
- джазовый квартет Дидл, Бадл, Дудл и Семёнов (автор музыки к номеру — Александр Цфасман)

## Отзывы
- В рецензии «Обыкновенные артисты из „Необыкновенного концерта“» Виктор Ардов описал нескольких персонажей спектакля: "Певица-сопрано «по внешнему виду близка к многотрубному органу в Большом зале Московской консерватории. С той только разницей, что испускаемые ею звуки не включают в себя басовых тонов, а только дискантовые»; у пианиста «лица <…> и нету. Есть только руки, которыми он стучит по клавишам»; Мари Жють — «наимоднейшая» «гастролёрка с Запада», которая «мычит и мяукает басом. Содержание её песни: жалобы на любовные неудачи, якобы постигшие лично её, и восхваление пейзажей и нравов города Парижа»; наконец, «надменный» и «самоуверенный» конферансье — «едва ли не лучший персонаж спектакля», извергающий «серию смешных реприз».

## В ролях
- Зиновий Гердт
- Семён Самодур
- Ева Синельникова
- Роберт Ляпидевский
- Михаил Петров
- Ирина Мазинг
- Наталья Самошина
- Галина Бадич
- Надежда Ивардава
- Вера Анисимова
- Лелия Кусова
- Н. Дубко
- Наталья Меркулова
- Л. Разоренова
- Евгения Рубановская
- Екатерина Сипавина
- Лариса Светлова
- Константин Гуркин
- Владимир Кусов
- Аркадий Минаков
- Роман Богомольный
- Григорий Толчинский
- Екатерина Деревщикова
- Л. Очеретянский
- М. Игнатов
- Ирина Лаврентьева (Ирина Давидофф)

## Создатели спектакля
- Авторы — Сергей Образцов, Алексей Бонди, Зиновий Паперный, Зиновий Гердт, Семён Самодур, Владимир Кусов
- Режиссёры-постановщики — Сергей Образцов и Семён Самодур
- Режиссёр — В. Кусов
- Постановка танцев — С. Самодур
- Художник-постановщик — Валентин Андриевич
- Художники по костюмам — Наталья Шнайдер, Валентин Андриевич
- Художники-конструкторы — В. Гарбузов, Б. Кнерцер, П. Кузнецов, В. Флиорин
- Композиторы — Юрий Саульский, Лев Солин, Григорий Теплицкий, Илья Шахов, Игорь Якушенко, Илья Ягодин[4]

### Создатели телеверсии
- Режиссёр — Г. Сидорова
- Оператор-постановщик — Феликс Кефчиян
- Оператор — А. С. Тюпкин
- Звукорежиссёр — И. Преснякова
- Монтаж — В. Снисаренко

- «Шлягер, шлягер, только шлягер…» (1985) — кукольный спектакль Государственного академического центрального театра кукол (автор спектакля — Аркадий Хайт, автор музыки — Александр Басилая). По словам одного из постановщиков спектакля, Владимира Кусова, сюжет включает в себя пародии на эстрадных певцов (восходящая звезда Орфей Хрипунов, жанровая певица Варвара Стрессова, рок-группа «Пена», ВИА «Дородные молодцы»), рок-оперу на производственную тему, ресторанный шлягер, тематическую песню в исполнении детского хора, песню для международного конкурса и т. п.  [8]
- «Только вам» — телевизионная версия кукольного спектакля «Интеркук-67» (1967) Государственного театра кукол Латвийской ССР, режиссёр — Тина Херцберг (Tīna Hercberga), художник — Павил Шенхоф (Pāvils Šenhofs), автор текста — Гунарс Приеде (Gunārs Priede), автор музыки — Раймонд Паулс (Raimonds Pauls). Автор сценария телевизионной версии — Марк Захаров, режиссёр — Инесса Ковалевская, роль конферансье озвучивал Евгений Весник. Помимо концертных номеров (вокально-инструментальный ансамбль, детский дуэт, дрессированные собаки и т. д.), в этом спектакле присутствовали хоккейный матч, автогонки, боксёрский поединок, а также съёмки «самого-самого заграничного, самого-самого приключенческого» фильма[9].